# Liste der Kulturgüter in Salgesch
Die Liste der Kulturgüter in Salgesch enthält alle Objekte in der Gemeinde Salgesch im Kanton Wallis, die gemäss der Haager Konvention zum Schutz von Kulturgut bei bewaffneten Konflikten, dem Bundesgesetz vom 20. Juni 2014 über den Schutz der Kulturgüter bei bewaffneten Konflikten sowie der Verordnung vom 29. Oktober 2014 über den Schutz der Kulturgüter bei bewaffneten Konflikten unter Schutz stehen.
Objekte der Kategorie A sind im Gemeindegebiet nicht ausgewiesen, Objekte der Kategorie B sind vollständig in der Liste enthalten, Objekte der Kategorie C fehlen zurzeit (Stand: 1. Januar 2023).

## Kulturgüter
| Foto |                                                                          | Objekt                                        | Kat. | Typ | Standort                           | Beschreibung                                                                               |
| ---- | ------------------------------------------------------------------------ | --------------------------------------------- | ---- | --- | ---------------------------------- | ------------------------------------------------------------------------------------------ |
| ja   | Datei hochladen · Wikidata zu Kapelle Sieben Schmerzen Mariä (Q29927237) | Kapelle Sieben Schmerzen Mariä KGS-Nr.: 06977 | B    | G   | auf dem Hubel 610236 / 128476      |                                                                                            |
| ja   | Datei hochladen · Wikidata zu Kirche St. Johann Baptist (Q29927254)      | Kirche St. Johann Baptist KGS-Nr.: 06978      | B    | G   | Kirchplatz 3 610183 / 128936       |                                                                                            |
| BW   | Datei hochladen · Wikidata zu Zumofenhaus (Q131392697)                   | Zumofenhaus KGS-Nr.: 17364                    | B    | G   | Oberdorfstrasse 1a 610043 / 129009 |                                                                                            |
| ja   | Datei hochladen                                                          | Bogenbrücke über die Raspille KGS-Nr.: 17511  | B    | G   | Folongstrasse 609329 / 129159      | Das Objekt liegt hälftig auf dem Gemeindegebiet Salgesch und von Noble-Contrée (Nr. 6850). |